# Rationel Vinduer
Rationel er en dansk virksomhed, der producerer facadevinduer og -døre. Selskabet er en del Dovista A/S, som ejet af VKR Holding A/S. VKR ejer en lang række vinduesmærker, blandt andet Velux og Velfac og Krone Vinduer. Rationel har salgsaktiviteter i Danmark, Storbritannien og Irland. Rationels produkter forhandles gennem trælaster og byggemarkeder. Rationel har tidligere haft produktion i Sdr. Felding, Danmark, men det er lukket i 2012. I dag bliver vinduerne produceret i Wędkowy, Polen, kaldt "Window Village". Rationel har hovedsæde i Herning.

## Ejerskab
Rationel er danskejet og er en del af Dovista A/S, der ejer en række vindues- og dørvirksomheder og brands i Europa. Dovista ejes af VKR Holding, der blandt andet også ejer VELUX og som beskæftiger ca. 19.500 medarbejdere i mere end 40 lande.

## Firmaets rødder og tidslinje
Rationel Vinduer er grundlagt i Sdr. Felding af tømrermester Richard Rohde Nielsen (1914-2003) i 1954. Richard Rohde Nielsens første plan var, at han ville beslå døre. Inden da fik Richard Rohde Nielsen dog en bestilling på 31 staldvinduer, og flere bestillinger kom til efterhånden. Derfor udviklede Richard Rohde Nielsen sin egen vindueskonstruktion, som han gav navnet Rationel og fik indregistreret under firmanavnet Rationel Vinduer, som virksomheden stadig hedder.

### 1954-1969
- 1954: Richard Rohde Nielsen stifter Rationel Vinduer i Sdr. Felding. Her starter produktionen af staldvinduer.
- 1958: Rationel Vinduer udvider med en fabrikshal på 600 m2.
- 1959: Rationel Vinduer køber Brande Listefabrik.
- 1962: Rationel Vinduer sælger Brande Listefabrik igen.
- 1963: Rationel Vinduer udvider igen. Fabrikken udgør nu 5000 m2.
- 1965: Ny lagerhal opføres på Vardevej i Sdr. Felding. Flemming Rohde Nielsen, Richard Rohde Nielsens søn, starter i Rationel Vinduer.

### 1970-1979
- 1971: Officiel indvielse af en ny fuldautomatiseret produktionsafdeling på Vardevej i Sdr. Felding. Rationel Vinduer bliver nu beskrevet, som Nordeuropas mest moderne vinduesfabrik.
- 1972: Rationel Vinduer omdannes til aktieselskabet Rationel Vinduer A/S. Richard Rohde Nielsen beholder 60 % af aktierne, mens sønnen Flemming Rohde Nielsen overtager de resterende 40 %.
- 1974: En ny administrationsbygning står opført på Vardevej i Sdr. Felding, hvorfor hele fabrikken flytter til Vardevej.
- 1977: Rationel Vinduer A/S opkøber vinduesfabrikken Burskov Træindustri i Sindal.
- 1978: De første plastvinduer sættes i produktion i Sdr. Felding.
- 1979: Af helbredsmæssige årsager trækker Richard Rohde Nielsen sig tilbage som direktør, men fortsætter som formand for bestyrelsen. Direktørposten overlader han til sin søn Flemming Rohde Nielsen.

### 1980-1989
- 1982: Plastafdelingen bliver etableret som en selvstændig division i Rationel Vinduer A/S.
- 1984: Rationel Vinduer A/S bliver noteret på Københavns Fondsbørs. Richard Rohde Nielsen trækker sig ud af bestyrelsen.
- 1986: Rationel Vinduer A/S overtager vinduesfabrikken Vip-Let A/S i Boulstrup ved Odder.
- 1987: Etablering af samlefabrik i Edenderry i Irland i samarbejde med dør- og vinduesproducenten Caroll Joinery Ltd.

### 1990-1999
- 1991: Overtagelsesaftale mellem Rationel Vinduer A/S og Calkas A/S indgås. Calkas lader virksomheden Ørnhøj Vinduer A/S indgå i Rationel Vinduer og overtager aktiemajoriteten i den nye selskabskonstruktion. Ca. 10% af aktierne beholder Familien Rohde Nielsen selv, mens Calkas får 67%. Efterfølgende overtager Rationel Vinduer Profil Vinduet i Holstebro.
- 1992: Rationel Vinduer overtager en stor del af A/S Centrum Vinduer.
- 1993: Profil Vinduets produktion flytter til Struer.
- 1994: Rationel Vinduer fusionerer med Centrum Unica A/S og Profil Vinduet.
- 1995: Rationel Vinduer etablerer selvstændige datterselskaber i Tyskland, Holland og England.
- 1996: Produktprogrammet DOMUS, ALDUS, PATUS og CUBUS introduceres.
- 1997: Axel af Rosenborg tiltræder som direktør for Rationel Vinduer A/S
- 1998-1999: Calkas A/S sælger sine aktier i Rationel Vinduer til Axcel Industriinvestor og VKR Gruppens investeringsselskab VELCAP A/S.
- 1999: Rationel Vinduer træder ind i DOVISTA Gruppen - facadevindues-divisionen i VKR Gruppen.

### 2000-2009
- 2001: Plastfabrikken i Sdr. Felding lukkes, da produktionen af plastvinduet CUBUS afhændes til Primo Gruppen.
- 2002: Omstruktureringer betyder, at Rationel Vinduer får en vinduesfabrik i Sdr. Felding og en fabrik af døre i Struer.
- 2003: Grundlæggeren af Rationel Vinduer Richard Rohde Nielsen dør 27. maj. Rationels bygninger i Sindal og Ørnhøj afhændes.
- 2004: VKR Gruppen overtager ejerskabet af Rationel Vinduer A/S. D. 1. maj fejrer Rationel 50-års jubilæum.
- 2007: I oktober får Rationel Vinduer, som de første i Danmark, deres vinduer CE-mærket. Det dokumenterer vinduernes kvalitet og modstandskraft.

### 2010-2020
- 2010: Rationel Vinduer lancerer den energibidragende vinduesserie i moderne stil Rationel AURA og Rationel AURAPLUS, som tildeles Byggeriets energipris 2010.
- 2011: Rationel Vinduer flytter sit hovedkontor til Herning.
- 2014: Rationel Vinduer kan 1. maj fejre 60-års jubilæum. Rationel FORMA og Rationel FORMAPLUS (produktserie i klassisk stil) lanceres

- 2016: Produktprogrammerne DOMUS og ALDUS udfases

### 2021-
- 2021: Rationel Vinduer fusioneres ind i moderselskabet DOVISTA A/S og videreføres som et brand.

## Produkter
Rationel Vinduer fører i dag følgende forskellige produktserier inden for vinduer og døre. Hver produktserie passer til hver sin byggestil. Det er energibidragende vinduer og døre og fås i både træ og træ/alu:

### Rationel FORMA/Rationel FORMAPLUS[2]
FORMA (træ) og FORMAPLUS (træ/alu) er Rationels serie til den klassiske byggestil, som primært ses i landhuse, patricier- og murermestervillaer samt ældre etagebyggeri.

### Rationel AURA/Rationel AURAPLUS[3]
Rationel AURA (træ) og Rationel AURAPLUS (træ og alu) er vinduer og døre til den moderne byggestil i type- og parcelhuse fra 60’erne, 70’erne og 80’erne. er

Eksterne kilder/henvisninger
- Rationel Vinduer
- DOVISTA A/S
- VKR Holding A/S